# Marie Eusebie ze Šternberka
Marie Eusebie ze Šternberka, provdaná Bořitová z Martinic, od roku 1621 hraběnka z Martinic (1584–3. dubna 1634, České Budějovice) byla česká aristokratka z významného panského rodu Šternberků.

## Život
Jejím otcem byl přední zemský úředník (nejvyšší purkrabí Království českého, též pražský – tedy hlava zemské vlády) Adam II. ze Šternberka (1575–1623) a matkou jeho první choť Eva Popelová z Lobkovic (†1599).
Dne 28. února 1601 se Marie Eusebie v Praze provdala za Jaroslava Bořitu z Martinic (1582–1649), významného a zámožného katolického politika a pozdějšího místodržitele císaře a krále Matyáše. Jaroslav Bořita byl jedním ze tří vyhozených z oken České dvorské kanceláře na Pražském hradě (tzv. třetí pražská defenestrace) 23. května roku 1618. Tato událost byla počátkem třicetileté války, nejhoršího konfliktu raného novověku.
Roku 1622 získala Marie Eusebie pro rod Martiniců jako pobělohorský konfiskát velmi levně rozlehlé panství Hořovice (na Berounsku). V roce 1628 koupila též vinici Kajetánku v pražském Břevnově.
Manželství s Jaroslavem Bořitou z Martinic trvalo 33 let a páru se narodilo nejméně deset dětí. S Martinicem žila u panovnického dvora v Praze, ve Vídni, dále v rodovém sídle Martiniců ve Smečně (na Kladensku), občas zřejmě i na hradě v Okoři ad.

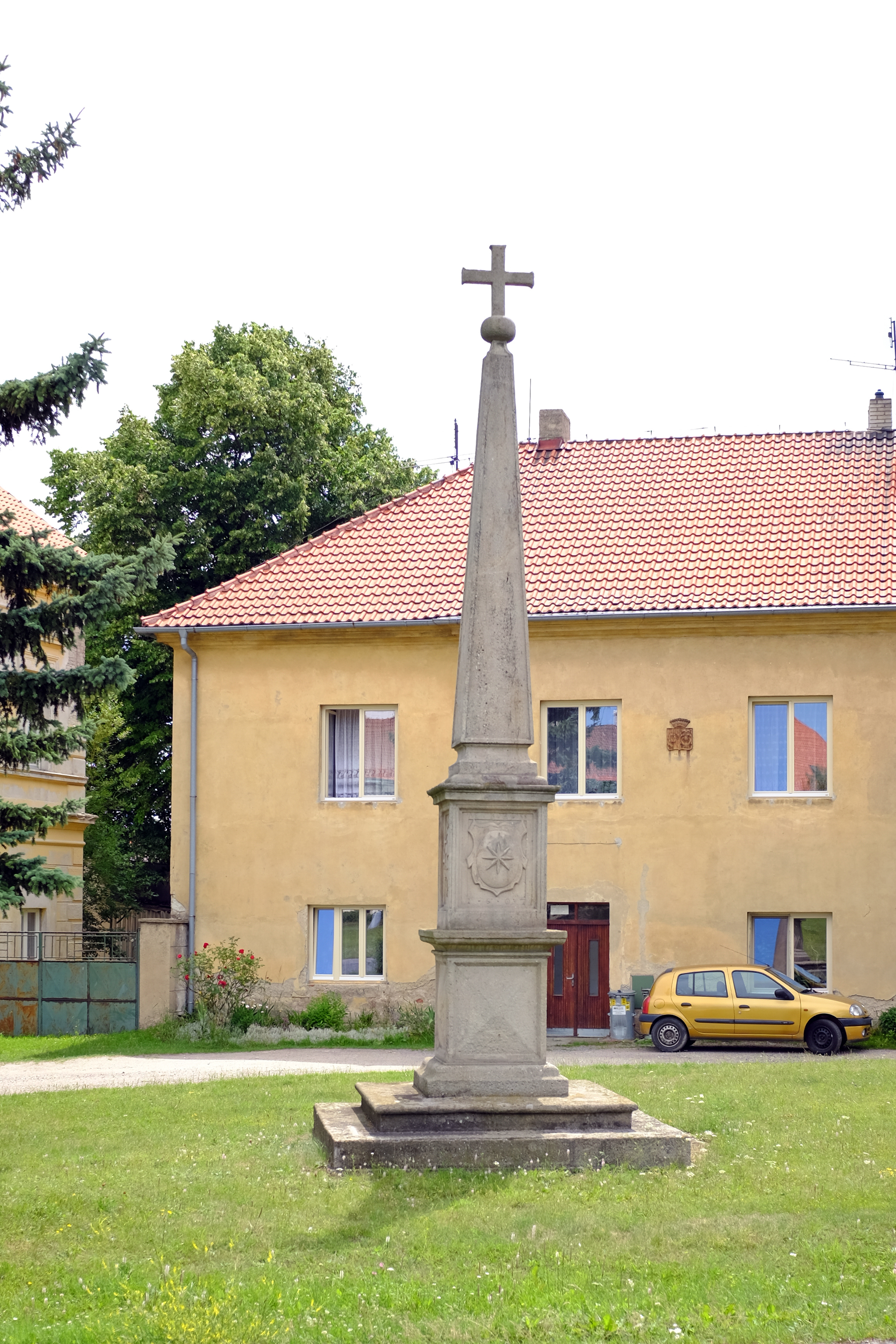
Obelisk s křížem ve Smečně, s erby Marie a jejího manžela na podstavci

## Děti
- 1. Barbora Eusebie († 1656)

1. ∞ 1630 hrabě Sezima Jan z Vrtby († 1648)
2. ∞ 1650 markrabě Kristián Vilém Braniborský (1587–1665), syn braniborského kurfiřta Jáchyma Fridricha

- 2. Alžběta Korona (1603/1604–1649) ∞ 1620 Florian Jetřich rytíř Žďárský ze Žďáru, od 1622 baron a od 1628 hrabě ze Žďáru (1598–1653)
- 3. Voršila Polyxena († 1681) ∞ 1637 hrabě Václav Jiří Holický ze Šternberka (1600–1681)
- 4. Jiří Adam (1602–1651)

1. ∞ Marie Alžběta z Vrtby († 1643)
2. ∞ princezna Giovanna Gonzaga di Castiglione († 1688)

- 5. Bernard Ignác Jan (1603–1685)

1. ∞ Veronika Polyxena ze Šternberka (1625–1659)
2. ∞ hraběnka Zuzana Polyxena z Ditrichštejna († 1706)

- 6. Lucie Otilie (1609–1651) ∞ 1631 hrabě Oldřich František Libštejnský z Kolovrat (1607–1650)
- 7. Ferdinand Leopold (1611–1691), probošt vyšehradský a kanovník šesti kostelů. Panství cerekvické, jež koupil od bratra, odkázal do rodu hraběte z Khuenburka († 12. října 1691).
- 8. Václav František († 1611)
- 9. Maxmilián Valentin (1612–1677) ∞ 1645 Anna Kateřina Bukůvková z Bukůvky († 1681/1685)
- 10. Jaroslav (1618–1636)